# Saint-Jean-de-Buèges
Saint-Jean-de-Buèges (okzitanisch Sant Joan de Buòja) ist ein Ort und eine südfranzösische Gemeinde mit 211 Einwohnern (Stand 1. Januar 2022) im Département Hérault in der Region Okzitanien.

## Lage
Der Ort Saint-Jean-de-Buèges liegt in den südlichen Ausläufern der Cevennen in einer Höhe von ca. 160 m ü. d. M. an der Einmündung des Garrel in den Fluss Buèges. Nächstgrößere Stadt ist das etwa 45 km südöstlich gelegene Montpellier.

## Bevölkerungsentwicklung
| Jahr      | 1800 | 1851 | 1901 | 1954 | 1975 | 1999 | 2012 |
| Einwohner | 492  | 788  | 603  | 182  | 123  | 184  | 205  |

Die Reblauskrise im Weinbau und die zunehmende Mechanisierung der Landwirtschaft sorgten für einen deutlichen Bevölkerungsrückgang, der sich erst in den letzten Jahrzehnten des 20. Jahrhunderts stabilisiert hat.

## Wirtschaft
Die Einwohner von Saint-Jean-de-Buèges lebten jahrhundertelang als Selbstversorger von der Landwirtschaft, zu der auch der Weinbau und ein wenig Viehzucht gehörte. Der heute auf dem Gemeindegebiet produzierte Wein wird über die Appellationen Languedoc, Pays d’Hérault und Pays d'Oc vermarktet. Seit der Mitte des 20. Jahrhunderts spielt der Tourismus in Form von Tagesausflüglern und der Vermietung von Ferienwohnungen (gîtes) eine gewisse Rolle für die Einnahmen des Ortes.

## Geschichte
Prähistorische, keltische, römische und westgotische Funde sind in der Gegend bislang nicht gemacht worden. Die erstmalige Erwähnung findet Saint-Jean-de-Bueges in einem Dokument des Jahres 990. Die das Ortsbild mitprägende Burg (Château de Baulx) entstand im 13. und 14. Jahrhundert um einem älteren Donjon herum; sie wechselte in der Folge mehrfach den Besitzer und erhielt ihre heutige Gestalt durch Anbauten des 17. Jahrhunderts. Die Burg und die örtliche Pfarrkirche wurden in den Camisardenkriegen des ausgehenden 17. und beginnenden 18. Jahrhunderts stark in Mitleidenschaft gezogen. Bereits lange vor Beginn der Französischen Revolution wurde die Burg als Steinbruch genutzt. Seit dem Jahr 1987 gehört sie der Gemeinde, die sie in den 1990er Jahren einer Restaurierung unterzog.

## Sehenswürdigkeiten

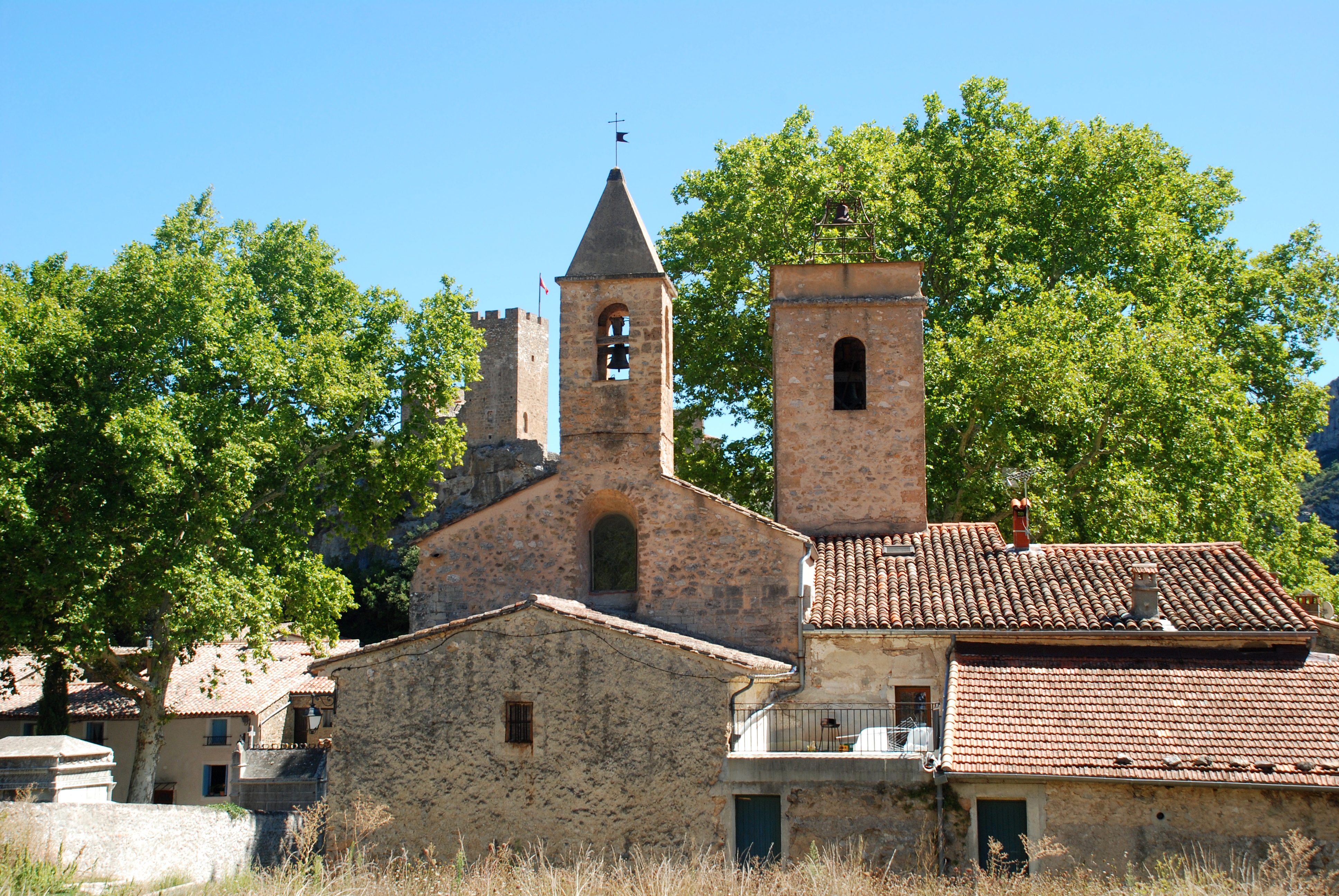
Pfarrkirche

- Die Burg (Château de Baulx) ist ein aus mehreren Bauten bestehender Komplex – ältester Bauteil ist der auf quadratischem Grundriss errichtete Bergfried (donjon); des Weiteren haben sich zwei runde Wach- und Treppentürme erhalten, von denen einer in die Umfassungsmauer integriert ist.
- Die Pfarrkirche Nativité de Saint-Jean-Baptiste ist ein Bau des ausgehenden 11. Jahrhunderts, als sie zum Besitz der Abtei von Maguelone gehörte. Während der Camisardenkriege wurde der ursprünglich einschiffige Bau teilweise zerstört und in den Folgejahren wiederhergestellt und um Seitenschiffe sowie die beiden kleinen Türme erweitert. Original erhalten sind das tonnengewölbte Mittelschiff und Teile der aus exakt behauenen Steinen gemauerten und durch Lisenen und Halbsäulen mit aufruhendem Rundbogenfries gegliederten Apsis, deren oberer Abschluss unterhalb der Dachtraufe von einem Zahnschnittfries aus schräggestellten Steinen gebildet wird. Das Kirchenbauwerk ist seit dem Jahr 1984 als Monument historique anerkannt.[1]